# Ministerstwo Transportu i Budownictwa
Ministerstwo Transportu i Budownictwa – polskie ministerstwo istniejące od 31 października 2005 do 5 maja 2006 roku a jedynym ministrem stojącym na czele tego resortu był Jerzy Polaczek z PiS.

## Powstanie i likwidacja
Ministerstwo zostało utworzone 31 października 2005 z przekształcenia Ministerstwa Infrastruktury, które z kolei za rządu Leszka Millera powstało z połączenia Ministerstwa Łączności, Ministerstwa Transportu i Gospodarki Morskiej oraz Ministerstwa Rozwoju Regionalnego i Budownictwa. 
Zostało zniesione 5 maja 2006 w wyniku podpisania umowy koalicyjnej pomiędzy PiS, Samoobroną i LPR. W jego miejsce powstały: Ministerstwo Transportu, Ministerstwo Budownictwa oraz Ministerstwo Gospodarki Morskiej.
Siedziba mieściła się przy ulicy Tytusa Chałubińskiego 4-6 w Warszawie.

## Kompetencje Ministra Transportu i Budownictwa
Właściwością Ministra Transportu i Budownictwa było kierowanie działem administracji rządowej „transport” oraz „budownictwo, gospodarka przestrzenna i mieszkaniowa”.
Dział „transport” obejmował sprawy:
- funkcjonowania oraz rozwoju transportu, w szczególności budowy, modernizacji, utrzymania i ochrony dróg publicznych, w tym autostrad, oraz kolei, lotnisk i portów lotniczych,
- ruchu drogowego i lotniczego,
- żeglugi śródlądowej,
- przewozu osób i rzeczy środkami transportu,
- transportu zbiorowego w miastach.

Ponadto minister sprawował nadzór nad Agencją Budowy i Eksploatacji Autostrad oraz Głównym Inspektorem Kolejnictwa. Podlegał mu Generalny Dyrektor Dróg Publicznych oraz organy nadzoru nad lotnictwem cywilnym. Był również władzą żeglugową w rozumieniu odrębnych przepisów.
Dział „budownictwo, gospodarka przestrzenna i mieszkaniowa” obejmował sprawy:
- architektury,
- geodezji i kartografii,
- budownictwa,
- nadzoru architektoniczno-budowlanego,
- zagospodarowania przestrzennego,
- wspierania mieszkalnictwa,
- gospodarki nieruchomościami,
- polityki miejskiej,
- rządowych programów rozwoju infrastruktury komunalnej,
- ogródków działkowych.

Ponadto minister sprawował nadzór nad Głównym Geodetą Kraju, Głównym Inspektorem Nadzoru Budowlanego oraz Prezesem Urzędu Mieszkalnictwa i Rozwoju Miast.